# Guy Mbenza
Guy Mbenza, né le 1er avril 2000 à Brazzaville au Congo, est un footballeur international congolais qui évolue au poste d'Attaquant

## Biographie

### En club
Après avoir réalisé une grosse saison avec le club en vue du championnat congolais, l'AS Otohô, il signe dans le club du Stade Tunisien en 2018. Il se fera remarquer lorsqu'au cours d'un derby de Tunis, il inscrit un triplé .
Quelques mois après, il s'engage avec le Cercle Bruges le 31 janvier 2020.
le 5 octobre 2020, il est transféré au FC Royal Antwerp où il signe un contrat de trois ans, pour concurrencer notamment Dieumerci Mbokani en attaque.
Mais après avoir contracté  la Covid-19, puis avoir connu des blessures, il est en manque de temps de jeu. Il ne dispute que 2 matches dont un en coupe de Belgique contre la RAAL Louviere où il inscrit un but. visiblement pas dans les plans du coach, il peine donc à s'imposer.
Pour gagner du temps de jeu, en mi-février 2021, il est prêté au Stade Lausanne Ouchy, pensionnaire de la deuxième division Suisse.
Le 30 mai 2022, il est titularisé contre Al-Ahly SC en finale de la Ligue des champions de la CAF et remporte la compétition grâce à une victoire de 2-0 au Stade Mohammed-V,,,.

### En équipe nationale
Guy Mbenza honore sa première sélection le 11 janvier 2017 lors d'un match amical contre le Sénégal, en remplaçant Césaire Gandzé (en) à la 87e minute.

## Statistiques
| Saison                | Club                  | Championnat           | Championnat | Championnat | Coupe(s) nationale(s) | Coupe(s) nationale(s) | Compétition(s) continentale(s) | Compétition(s) continentale(s) | Compétition(s) continentale(s) | Total | Total |
| Saison                | Club                  | Division              | M.          | B.          | M.                    | B.                    | Comp.                          | M.                             | B.                             | M.    | B.    |
| 2018-2019             | Stade tunisien        | Ligue Pro. 1          | 13          | 5           | 1                     | 0                     | -                              | -                              | -                              | 14    | 5     |
| 2019-2020             | Stade tunisien        | Ligue Pro. 1          | 12          | 6           | -                     | -                     | -                              | -                              | -                              | 12    | 6     |
| Sous-total            | Sous-total            | Sous-total            | 25          | 11          | 1                     | 0                     | -                              | 0                              | 0                              | 26    | 11    |
| 2019-2020             | Cercle Bruges KSV     | Jupiler Pro League    | -           | -           | -                     | -                     | -                              | -                              | -                              | 0     | 0     |
| 2020-2021             | Cercle Bruges KSV     | Jupiler Pro League    | 2           | 2           | -                     | -                     | -                              | -                              | -                              | 2     | 2     |
| Sous-total            | Sous-total            | Sous-total            | 2           | 2           | 0                     | 0                     | -                              | 0                              | 0                              | 2     | 2     |
| 2020-2021             | Royal Antwerp FC      | Jupiler Pro League    | -           | -           | -                     | -                     | -                              | -                              | -                              | 0     | 0     |
| Sous-total            | Sous-total            | Sous-total            | 0           | 0           | 0                     | 0                     | -                              | 0                              | 0                              | 0     | 0     |
| Total sur la carrière | Total sur la carrière | Total sur la carrière | 27          | 13          | 1                     | 0                     | -                              | 0                              | 0                              | 28    | 13    |

### Liste des matchs internationaux
| Matchs internationaux de Guy Mbenza | Matchs internationaux de Guy Mbenza | Matchs internationaux de Guy Mbenza                          | Matchs internationaux de Guy Mbenza | Matchs internationaux de Guy Mbenza | Matchs internationaux de Guy Mbenza | Matchs internationaux de Guy Mbenza                                |
|                                     | Date                                | Lieu                                                         | Adversaire                          | Résultat                            | Compétition                         | Notes                                                              |
| ----------------------------------- | ----------------------------------- | ------------------------------------------------------------ | ----------------------------------- | ----------------------------------- | ----------------------------------- | ------------------------------------------------------------------ |
| 1.                                  | 11 janvier 2017                     | Stade olympique de Brazzaville, Kintélé, République du Congo | Congo                               | 0 - 2                               | Match amical                        | Entré en jeu à la place de Césaire Gandzé à la 87e minute de jeu.  |
| 2.                                  | 24 mars 2019                        | National Sports Stadium, Harare, Zimbabwe                    | Zimbabwe                            | 2 - 0                               | Éliminatoires CAN 2019              | Entré en jeu à la place de Prince Oniangué à la 46e minute de jeu. |

## Palmarès
AC Léopards
- Championnat du Congo :
  - Champion : 2017

 Wydad Athletic Club
- Championnat du Maroc :
  - Champion : 2022
- Ligue des champions de la CAF :
  - Champion : 2022
- Coupe du Maroc :
  - Finaliste : 2021

### Distinctions personnelles
- 2022 : Meilleur buteur du Championnat du Maroc avec (16 buts)
- 2022 : Membre d'equipe-type du Championnat du Maroc